# Nova Kasaba
Nova Kasaba je naseljeno mjesto u sastavu općine Milići, Bosna i Hercegovina. Prvi spomen ovog grada može se pratiti natrag u godini 1641, kada je Kara Musa-paša, veliki vezir turski, zatražio dozvolu za izgradnju džamije i Han (Caravanserai) na području općine Bosanski sandžak, Birač okruga u blizini sela Gojković. Argument je da je Han postojala ali opekao tako svakodnevno putnici bili prisiljeni da koriste lokalne stambene za odmor i sleepover. Ova situacija stvorena velikih problema s mještanima koji su polako istjerani iz svojih domova i na kraju većina njih iselila iz tog područja. Uz ovaj argument, Kara Musa-paše, dobila je plan zgrade i naselja dozvolu.
Izgradnja počela je 16. rujna 1641, a završena je 29. svibnja 1643.
Dokaz ovog postoji u pisanom arhivi nalaze u Gazi Husrev-Beg biblioteka: [2]
- Ferman sultana Ibrahim 1051. (7-16 rujan 1641)
- Kara Musa-paše obdarenost 1053. (20-29 svibanj 1643)
Mali broj ljudi su se vratili u ovaj grad, oko 50-100 ljudi, što predstavlja 5-10% originalnog prijeratnog stanovništva

## Stanovništvo
| Nova Kasaba        |              |              |              |
| godina popisa      | 1991.        | 1981.        | 1971.        |
| Muslimani          | 814 (78,11%) | 624 (71,31%) | 540 (82,82%) |
| Srbi               | 76 (7,29%)   | 104 (11,88%) | 94 (14,41%)  |
| Hrvati             | 0            | 0            | 1 (0,15%)    |
| Jugoslaveni        | 11 (1,05%)   | 12 (1,37%)   | 0            |
| ostali i nepoznato | 141 (13,53%) | 135 (15,42%) | 17 (2,60%)   |
| ukupno             | 1.042        | 875          | 652          |